# Жинкови
Жинкови (чеш. Žinkovy) је насељено мјесто са административним статусом варошице (чеш. městys) у округу Плзењ-југ, у Плзењском крају, Чешка Република.

## Становништво
Према подацима о броју становника из 2014. године насеље је имало 880 становника.